# 高知師範学校
高知師範学校 （こうちしはんがっこう） は第二次世界大戦中の1943年 （昭和18年） に、高知県に設置された師範学校である。
本項は、高知県師範学校（こうちけんしはんがっこう）、高知県女子師範学校（こうちけんじょししはんがっこう）などの前身諸校を含めて記述する。

## 概要
- 高知県師範学校・高知県女子師範学校の統合・官立移管により設置され、男子部・女子部を置いた。
- 1874年 （明治7年） 創立の陶冶学舎 （とうやがくしゃ） を起源とする。
- 第二次世界大戦後のGHQによる占領政策の一環であった学制改革で新制高知大学教育学部の母体となった。
- 同窓会は 「高知大学教育学部如泉会」 と称し、旧制・新制合同の会である。

## 沿革

### 高知県立期

#### 陶冶学舎、陶冶学校
- 1874年（明治7年）2月： 高知県、県庁舎内に陶冶学舎を設置。7日、授業開始。
  - 西弘小路の旧藩校 致道館跡 （現・高知市丸ノ内、城西公園）。
  - 修業期間6ヶ月、入学資格14歳以上。
- 1875年（明治8年）10月： 陶冶学校と改称 （修業年限1年、入学資格18歳-35歳）。

#### 旧・高知県師範学校、高知県高知師範学校
- 1876年（明治9年）10月： 高知県師範学校と改称。
  - 修業年限2年。
  - 名東県廃止により、名東県師範学校 （徳島） を高知県師範学校支校とする（徳島師範学校を参照）。
- 1877年（明治10年）1月： 高知県高知師範学校と改称。
  - 支校を高知県徳島師範学校と改称 し、1880年（明治13年）3月に現・徳島県の成立により徳島師範学校として独立。
- 1877年（明治10年）8月： 帯屋町に移転 （現・高知市丸ノ内、高知県庁）。
- 1878年（明治11年）3月： 県庁舎内に高知県女子師範学校創設。
  - 修業年限3年、入学資格14歳-25歳。
- 1878年（明治11年）8月： 附属小学校校舎完成。
- 1882年（明治15年）6月： 師範学校教則大綱に準拠。
  - 初等師範科 （1年）・中等師範科 （2年半）・高等師範科 （4年） を設置。
- 1884年（明治17年）5月： 西弘小路の致道館跡に移転 （帯屋町校舎跡は高知県庁となる）。
  - 女子師範学校は帯屋町3丁目の旧警察本署に移転。
- 1886年（明治19年）4月： 高知県女子師範学校を併合し、追手筋に移転 （現・追手前高校校地）。

#### 高知県尋常師範学校
- 1886年（明治19年）9月： 師範学校令に準拠し高知県尋常師範学校と改称 （本科4年制）。
- 1888年（明治21年）4月： 女子部を4年制から3年制に短縮。

#### 高知県師範学校
- 1898年（明治31年）4月： 師範教育令に準拠し高知県師範学校と改称。女子部を廃止。
- 1899年（明治32年）2月： 土佐郡小高坂村常通寺跡の新校舎に移転。
  - 現・高知市大膳町、市立城西中学校・県立盲学校。
- 1903年（明治36年）2月： 女子部復活 （3年制）。
- 1908年（明治41年）4月： 女子部を4年制に延長。
- 1909年（明治42年）1月： 本科第二部を設置 （男子のみ、1年制、中学校卒対象）。
- 1915年（大正4年）： 本科第二部を廃止。
- 1925年（大正14年）4月： 本科第一部を5年制に変更。専攻科 （1年制） を設置。
- 1925年（大正14年）7月： 本科第二部を設置 （男女とも）。
- 1926年（大正15年）4月： 女子部を分離し、高知県女子師範学校開校。
  - 高知県師範学校は男子校となった。
- 1938年（昭和13年）2月： 新校舎落成祝賀兼創立60周年記念式典を挙行。

#### 高知県女子師範学校
- 1878年（明治11年）3月： 西弘小路の県庁舎内に高知県女子師範学校創設。
  - 修業年限3年、入学資格14歳-25歳。
- 1884年（明治17年）5月： 帯屋町3丁目の旧警察本署に移転。
- 1886年（明治19年）4月： 高知県師範学校に併合され女子部となる。
  - 追手筋に移転 （現・追手前高校校地）。
- 1886年（明治19年）9月： 高知県尋常師範学校女子部 （本科4年制）。
- 1888年（明治21年）4月： 3年制に短縮。
- 1898年（明治31年）3月： 女子部廃止。
- 1903年（明治36年）2月： 高知県師範学校に女子部復活 （3年制）。
- 1908年（明治41年）4月： 4年制に延長。
- 1925年（大正14年）7月： 女子部に本科第二部を設置 （高等女学校卒対象）。
- 1926年（大正15年）4月： 高知県師範学校から女子部を分離、高知県女子師範学校開校。
  - 小高坂村 （現・高知市大膳町） の高知県師範学校に併設。
- 1926年（大正15年）9月： 高知市潮江の独立校舎に移転。専攻科を設置。
  - 現・高知市塩屋崎町、市立潮江中学校校地。高知県立第二高等女学校を併設。
- 1927年（昭和2年）3月： 校舎落成。
- 1927年（昭和2年）4月： 附属小学校開校。
- 1928年（昭和3年）12月： 寄宿舎火災。

### 官立期

#### 高知師範学校
- 1943年（昭和18年）4月1日： 高知県師範学校・高知県女子師範学校を統合し、官立高知師範学校設置。
  - 旧高知県師範学校校舎に男子部、旧高知県女子師範学校校舎に女子部を設置。
  - 本科 （3年制。中等学校卒対象）・予科 （2年制。高等小学校卒対象） を設置。
- 1945年（昭和20年）7月4日： 高知大空襲で男子部全焼 （生徒2名死亡）、女子部も大半を焼失。
- 1945年（昭和20年）9月： 授業再開。
  - 男子部： 焼け残りの講堂を使用。予科は北奉公人町の土佐簿記学校を借用。
  - 女子部： 旧天満紡績・女子商業学校を借用。
- 1945年（昭和20年）12月： 女子部附属小学校、バラックで再建。
- 1946年（昭和21年）10月： 朝倉旧兵舎の引き渡しが許可される。
- 1947年（昭和22年）4月： 男子部・女子部それぞれに附属中学校 （新制） を開設。
- 1947年（昭和22年）11月： 男子部・女子部ともに朝倉兵舎跡に移転 （現・高知市曙町）。
  - 附属中学校も統合の上、朝倉に移転。
- 1949年（昭和24年）5月31日： 新制高知大学発足。
  - 高知師範学校は教育学部の母体として包括された。
- 1950年（昭和25年）4月： 附属小学校が統合の上、朝倉に移転。
- 1951年（昭和26年）3月： 高知大学高知師範学校 （旧制）、廃止。

## 歴代校長
高知県師範学校（前身諸校を含む）
- 松村如蘭：1877年（明治10年）1月 - 1878年（明治11年）3月
- 溝淵幸雄：1878年（明治11年）3月 - 1879年（明治12年）11月
- 鳥海弘毅：1879年（明治12年）11月 - 1880年（明治13年）3月
- 松下綱武：1880年（明治13年）4月 - 1881年（明治14年）2月
- 加藤寛六郎：1884年（明治17年）5月1日 -1885年（明治18年）10月8日[1]
- 山路一遊: 1886年（明治19年）5月15日 - 1886年（明治19年）11月[2]
- 加藤寛六郎：1886年（明治19年）12月24日[1] - 1889年（明治22年）6月[3]
- 村岡尚功：1889年（明治22年）10月8日[4] -
- 村岡尚功：1892年（明治25年）4月1日 - 1894年（明治27年）2月17日
- 深井弘：1894年（明治27年）2月22日 - 1896年（明治29年）4月29日
- 小柳三郎：1896年（明治29年）6月1日 - 1899年（明治32年）6月28日
- 児玉鑑三：1899年（明治32年）6月28日 - 1902年（明治35年）9月23日
- 広瀬為四郎：1902年（明治35年）9月23日 - 1905年（明治38年）2月23日
- 郷野基厚：1905年（明治38年）2月23日 - 1906年（明治39年）4月11日
- 豊田潔臣：1906年（明治39年）6月2日 - 1915年（大正4年）4月27日
- 小山光彦：1915年（大正4年）4月27日 -

高知県女子師範学校
官立高知師範学校
- 池上弘：1943年（昭和18年）4月1日[5] - 1945年（昭和20年）7月25日[6]
- 甲藤義治：1945年（昭和20年）7月25日[6] - 1946年（昭和21年）9月
- 寿美金三郎：1946年（昭和21年）9月 -

## 校地の変遷と継承
高知師範学校男子部
前身の高知県師範学校から引き継いだ高知市大膳様町 （旧・小高坂村、現・大膳町） の校地を使用したが、第二次世界大戦末期の1945年（昭和20年）7月、高知大空襲で講堂を残して全焼した。戦後は焼け残りの講堂や土佐簿記学校を使用して授業が再開された。1947年（昭和22年）11月、高知市朝倉1000番地 （現・曙町） の朝倉兵舎跡に移転し、男子部・女子部が統合された。朝倉校地は後身の新制高知大学に引き継がれて現在に至っている （現・朝倉キャンパス）。
旧小高坂校地は、現在は高知市立城西中学校・高知県立盲学校の校地となっている。
高知師範学校女子部
前身の高知県女子師範学校から引き継いだ高知市潮江 （現・塩屋崎町） の校地を使用したが、1945年（昭和20年）7月の空襲で校舎の大半を焼失した。戦後の授業再開時は、旧天満紡績工場や女子商業学校校舎を借用したが、1947年（昭和22年）11月、朝倉兵舎跡に移転し、男子部と統合された。旧潮江校舎の跡地は、高知市立潮江中学校となっている。
高知師範学校附属小中学校
朝倉校地で男子部・女子部統合後、1964年に小津校舎（かつての高知高等学校 (旧制)の校地）に移転した。

## 著名な出身者
- 上田庄三郎 - 教育評論家、不破哲三、上田耕一郎の父。
- 黒岩重治 - 小学校長、衆議院議員。
- 小砂丘忠義 - 小学校教員、生活綴方教育運動指導者。
- 前田敏男 - 建築学者、京都大学名誉教授、元京都大学総長、元日本建築学会会長。
- 大野勇 - 政治家、高知市長。
- 浜田義明 - ボート競技選手、アムステルダムオリンピック日本代表

## 関連書籍
- 『高知大学三十年史』　高知大学三十年史刊行委員会、1982年9月、26頁-27頁・318頁-323頁。